# Richard Stephanus (Politiker)
Richard Stephanus (geboren 29. Mai 1865 in Linden vor Hannover; gestorben 1. Dezember 1937 in Hannover) war ein deutscher Kaufmann und Ziegeleibesitzer, Lindener Bürgermeister und Senator sowie Abgeordneter des preußisch-hannoverschen Provinziallandtages.

## Leben

### Familie
Richard Stephanus wurde gegen Ende des Königreichs Hannover in dem damaligen Dorf Linden vor der Residenzstadt Hannover geboren als Sohn des Gründers der Stephanus-Stiftung, nach dem später eine Straße in Hannover benannt wurde: der Reichstagsabgeordnete Hermann Heinrich Stephanus.

### Werdegang
Nach dem Abitur studierte Stephanus an der Universität Göttingen und wurde dort 1884 Mitglied des Göttinger Wingolf.
Nachdem Linden im Zuge der Industrialisierung vom Dorf zur Stadt erhobenen worden war, gründete der unterdessen als Kaufmann tätig gewordene Stephanus im Wilhelminischen Kaiserreich mehrere Ziegeleien, mit denen er vor allem der Lindener Bauwirtschaft zum Aufschwung verhalf.
Nach seiner Wahl zum Bürgervorsteher in Linden nahm Stephanus zeitweilig das Amt des Lindener Bürgermeisters wahr. Von 1904 bis 1909 war er als Abgeordneter des Wahlbezirkes Linden-Stadt Mitglied im Hannoverschen Provinziallandtag. In dieser Zeit wurde er im Februar 1905 zum Senator der Stadt Linden gewählt.
Nach dem Ersten Weltkrieg wählten die Wahlberechtigten Lindens am 29. August 1919 Richard Stephanus erneut zum Senator. In diesem Amt wirkte er bis zu der zuvor lange gegen den Widerstand insbesondere von Hannovers Oberstadtdirektor Heinrich Tramm verhinderten Vereinigung Lindens mit Hannover im Jahr 1920.
Ebenfalls zur Zeit der Weimarer Republik wirkte Stephanus von 1921 bis 1924 als Kommunalpolitiker im Wahlkreis Hannover-Stadt, wo er die Interessen der Liste Niedersachsen vertrat.
Stephanus starb 1937 im Alter von 72 Lebensjahren.

## Archivalien
Archivalien von und über Richard Stephanus finden sich unter anderem
- im Stadtarchiv Hannover, Personalakte 5473.[2]